# Genmodifierade grödor
Genetiskt modifierade grödor (GMG, GM-grödor) är växter vars genetiska material (DNA) är förändrat genom genteknik. Begreppet GM-grödor, eller det övergripande namnet genetiskt modifierad organism (GMO) tar ingen hänsyn till syftet med modifieringen, vilken metod som använts eller i vilket syfte utan kretsar kring användandet av gentekniska metoder. Det råder idag diskussioner kring vilka tekniker som egentligen skall omfattas av begreppet GM-grödor

## Historik

### Domesticering av grödor via spontana mutationer och artificiell selektion
Människans försök att påverka växters genetiska material är inget nytt utan starkt knutet till utvecklingen av jordbruket där artificiell selektion (selektionsförädling) av gynnsamma mutationer gav upphov till varieteter som gjorde det möjligt för människan att börja bruka jorden. Vi vet att människan samlade fröer av vildväxande grässorter som föda långt före systematisk återplantering och skörd av dem skedde. Till exempel samlades fröer från vilda grässorter i stor omfattning redan för 23 000 år sedan.

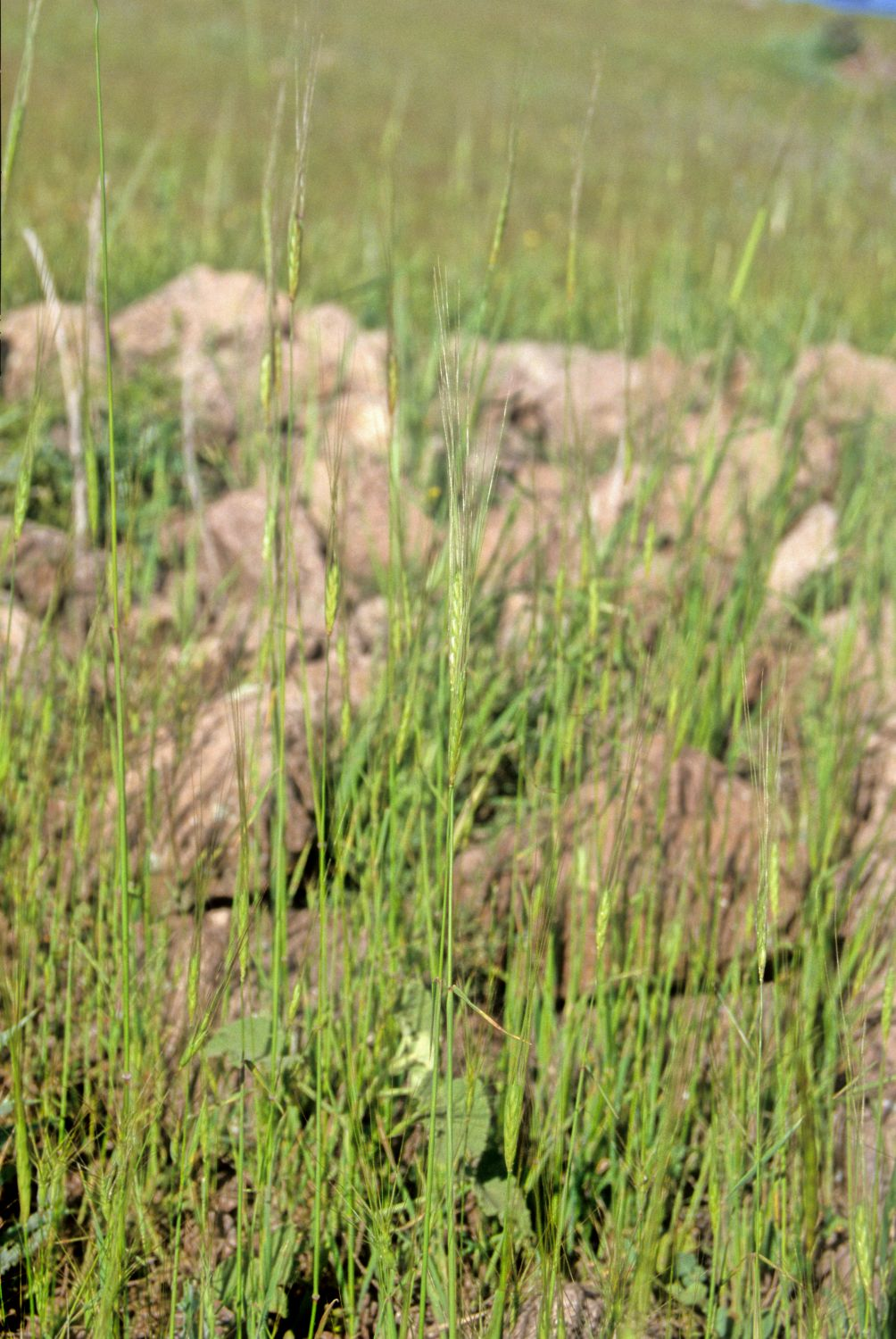
Vilt Einkorn (Triticum boeoticum)

För cirka 10 000 år sedan domesticerades två vetesorter; enkornsvete (Triticum boeoticum) och emmervete (Triticum dicoccum). Enkornsvete är en diploid vetesort medan emmervete är triploid och uppstod ur en korsning av de diploida arterna Triticum urartu och Aegilops speltoides. Strax efter denna händelse korsades det triploida enkornet med den vilda diploida Aegilops tauschii vilket gav upphov till det moderna hexaploida brödvetet Triticum aestivum. Någonstans i denna fortfarande diskuterade kedja av stora förändringar i vetets genetiska material skedde även en mutation i en gen som kallas för Q och som betydde mycket för vetets fortsatta domesticering. Q är en transkriptionsfaktor tillhörande AP2-familjen av transkriptionsfaktorer och en muterad sådan gen innebar att kärnan i vetet (vetekornet) inte längre var fastvuxen vid skärmfjället och då inte längre behövde skalas manuellt vilket medförde att tiden det tog att tröska kunde minskas avsevärt. Mutationen av Q har idag visats vara en enstaka förändrad aminosyra, närmare bestämt aminosyra nummer 329, som tack vare att Q är en transkriptionsfaktor fick stora konsekvenser. Genetiska analyser har visat att mutationen som gav upphov till fri-tröskande vete skedde vid ett tillfälle tidigt i domesticeringen X13. I vilken av de tidiga vetesorterna som mutationen uppstod är fortfarande under diskussion men det framstår som allt mer sannolikt att mutationen uppstod i brödvetet.
Runt samma tid domesticerades även kornet (Hordeum vulgare) ur vildsorten Hordeum spontaneum vid vad som antagligen var två olika tillfällen och platser även om det fortfarande inte går att utesluta att det rörde sig om ett domesticeringstillfälle. Den fortsatta domesticeringen av korn, i likhet med domesticeringen av alla våra sädesslag, har varit beroende av två uppkomna egenskaper; förlust av förmågan till fröspridning samt frigöringen av kornet från skärmfjället. 2007 visade en forskargrupp att förlusten av fröspridning som idag finns hos alla kornkultivarer kontrolleras av två gener, Btr1 och Btr2 där moderna kultivarer bär på två muterade alleler av en av generna (antingen Btr1 eller Btr2.  Genetiska analyser har vidare visat att uppkomsten av trösk-fria (nakensorter) varieteter där skärmfjället inte sammanväxer med kornet beror på att en 17 000 baspar lång sekvens avlägsnats ur genomet och däribland genen Nud som kodar för ett protein involverat i växtens reaktion på växthormonet etylen. Förlusten av denna responsfaktor påverkar lipidbiosyntesen i fröhöljet och leder till att ett sammanhållande lipidlager mellan fröhöljet och skärmfjället inte kan bildas vilket förhindrar sammanväxning.
Domesticeringen av vete och korn uppvisar samma mönster som många andra av våra tidigaste, och idag viktigaste, grödor nämligen att egenskaper som är fördelaktiga i naturen, till exempel fröspridning och skyddande skärmfjäll, försvårar domesticering och omöjliggör utvecklingen av ett effektivt jordbruk. En gemensam egenskap hos många av våra tidigt domesticerade grödor är att dessa egenskaper styrs av en eller ett fåtal gener som tillåter att mutationer som uppstår får stor påverkan på organismens biologi.

### Selektionsförädling ger landsorter
I slutet av 1800-talet utvecklas genetiken och även om kunskapen om bakomliggande faktorer är låg kan man ändå utveckla flera mer avancerade växtförädlingstekniker baserat på till exempel Mendels lagar. Många av dessa tekniker utgör grunden för all växtförädling än idag som till exempel Svalöfmetoden som genom att isolera varje frö från en moderplanta kan genetisk rena linjer åstadkommas och alleler som segregerar kan isoleras. Detta ger dock inte nya egenskaper. 

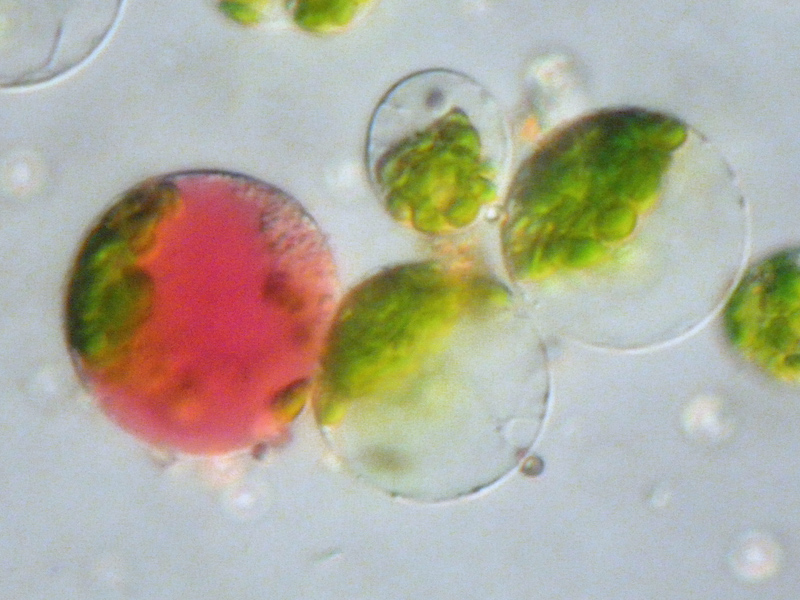
Protoplastfusion mellan Petunia sp. (från blad, med gröna kloroplaster) och Impatiens neuguinea (från blomblad, färgad). Protoplastfusion är en traditionell växtförädlingsteknk där två arter som ej kan korsas kan kombineras för att få fram ny arter och egenskaper. Denna teknik räknas ej som genteknik och resultatet ej som GM-gröda.

Med vetenskapens och teknikens framsteg började växtförädlarna leta efter metoder för att på artificiell väg skapa nya egenskaper. En sådan som upptäcktes på 1930-talet då forskare insåg att förändringar i ploidital, polyploidi, där antalet kromosomer ökar ger upphov till ökad cellstorlek och större vegetativa organ. Ett exempel, utöver vetet, är jordgubben som skapades genom en korsning av två Fragaria-arter med olika antal kromosomuppsättningar som gav upphov till jordgubben som är octoploid (har åtta kromosomuppsättningar). Detta gav upphov till en förädlingsteknik där besläktade arter med olika kromosomtal korsades för att skapa nya grödor.
Ungefär vid samma tid fann forskare att vissa ämnen gav upphov till ökad mutationsfrekvens och att man med hjälp av det kunde skapa nya egenskaper hos växter genom så kallad mutationsförädling. Begreppet atomic gardening kommer ifrån grödor som förädlats med hjälp av radioaktivitet såsom kobolt-60. Dock innebär mutationsförädling att mutationerna uppkommer slumpvis i genomet  vilket leder till att många mutationer slog ut gener som var livsnödvändiga eller inte gav någon fenotyp. För att hitta en ny, önskad egenskap var man tvungen att gå igenom stora mängder frön och ju mindre synlig egenskapen var, desto svårare var processen. Trots de uppenbara nackdelarna med tekniken så öppnades dörren för att få fram helt nya grödor med unika egenskaper vilket gjorde att mycket resurser lades ned på mutationsförädling. Även om metoden idag anses vara föråldrad släpptes mellan 1930 och 2014 lanserades över 3200 nya grödor som baseras på mutationsförädling.
Under 1900-talets senare hälft utvecklades även en hel del in vitro-metoder där cell- och vävnadsodlingstekniker möjliggör till exempel protoplastfusioner där syntetiska arter skapas av två arter som ej går att korsa med traditionella metoder.

### Biotekniken utvecklas och genmanipulering av växter blir möjligt

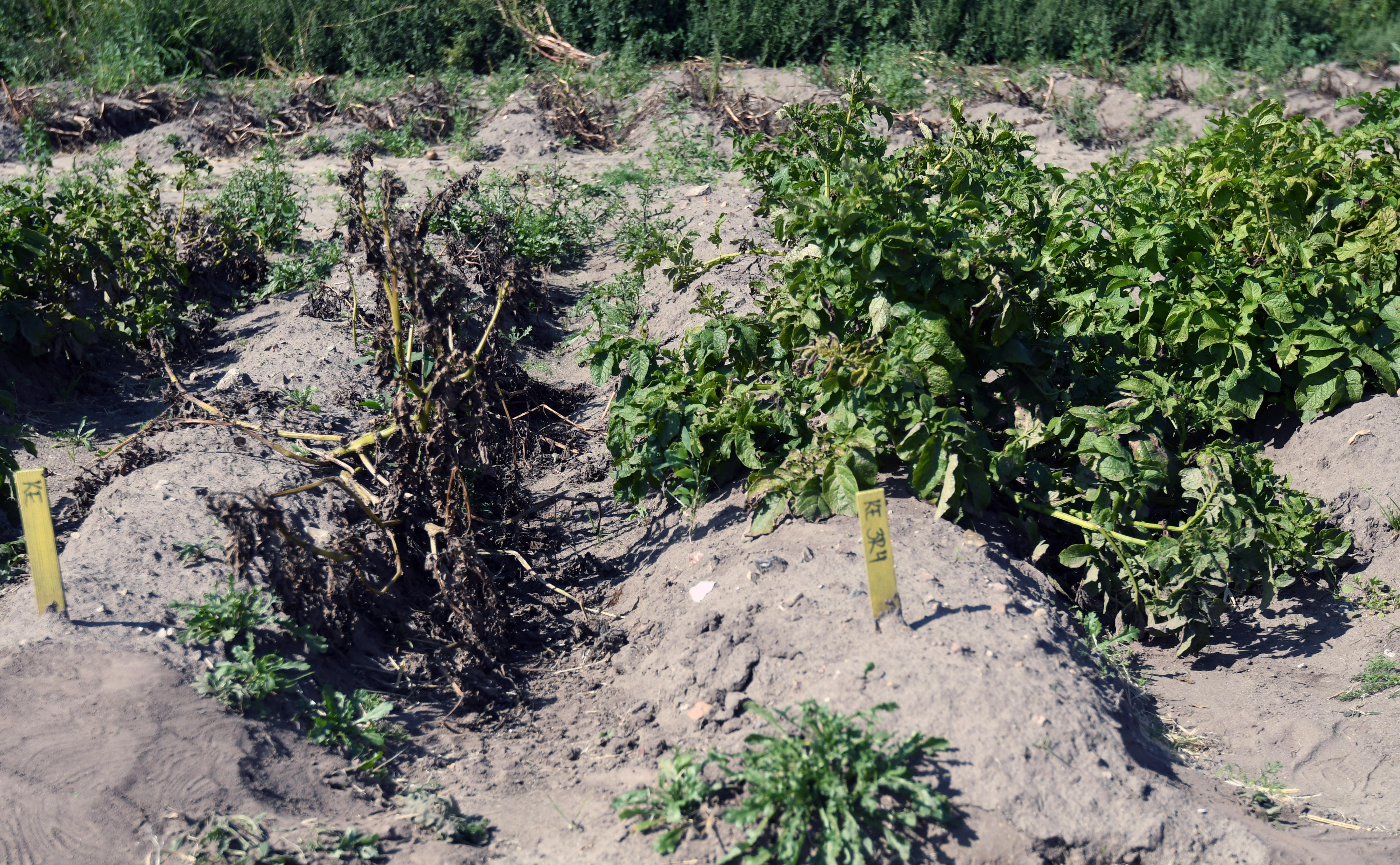
Genmodifierad potatis på försöksodling, för att ta fram potatis som är mer motståndskraftig mot potatisbladmögel. Till vänster King Edward utan genmodifikation och utan besprutning. Till höger King Edward med genmodifikation.

1972 kom ett genombrott inom biologin som få hade anat bara ett par årtionden tidigare då den första rekombinata DNA-molekylen skapades och genom en serie av experiment och metodutveckling kunde en plasmid innehållandes en gen från groda kodande för ett ribosomalt RNA föras in och uttryckas i bakterien Escherichia coli och den första genmodifierade organismen var född. Denna serie av experiment visade på att det var möjligt att överföra och uttrycka gener från en art till en annan även om det fortfarande var långt till tekniken kunde appliceras på växter. Några år senare beskrevs en plasmid som döptes till Ti (tumor inducing) i en bakterie som heter Agrobacterium tumefaciens. A. tumefaciens är en naturligt förekommande växtpatogen som länge var känd för att orsaka stora skador på skördar av bland annat vindruvor och rabarber genom att orsaka galler. Nu kunde man visa på det som man tidigare misstänk nämligen att bakterien infekterade växten genom att överföra en plasmid innehållande en T-DNA region som har förmågan att klippa in sig själv i växtens genom och på så sätt tvinga växtcellen att uttrycka bakteriens gener som finns i T-DNA:t. Genom att modifiera Ti-plasmiden så kunde man nu skapa en plasmid som istället för att överföra bakteriens T-DNA istället överförde de gener som man själv valde. Nu var vägen skottad för de första genmodifierade växterna.
Ungefär samtidigt insåg många forskare att gentekniken skulle utvecklas snabbt och 1975 ordnade ledande forskare inom fältet en konferens för att diskutera möjligheter och risker med den nya tekniken och hur den skall regleras. 1983 offentliggjordes att en grupp forskare lyckats ta fram den första genmanipulerade växten, nästan tio år efter att den första genmanipulerade musen skapats. Den första genmodifierade växten togs fram genom att en antibiotikaresistansgen klipptes ihop med en gen i Ti-plasmiden som sedan transformerades in i A. tumefaciens som sedan infekterade bladvävnad från en tobaksplanta. Bladcellerna odlades sedan i ett odlingmedium innehållande den typ av antibiotika som resistansgenen skyddade mot varefter en cell fördes över till ett cellodlingsmedium och odlades upp till en tobaksplanta. Trots att detta inte var en önskvärd egenskap ur ett växtförädlingsperspektiv visade det på att det var tekniskt möjligt och det dröjde inte länge förrän mer jordbruksanpassade GM-grödorna började presenteras och de första GM-grödorna kom ut på den kinesiska marknaden under sent 1980-tal. Dessa tidiga GM-grödor var framförallt inriktade mot sjukdomsresistens som länge hade varit en svår egenskap att förädla mot med traditionella metoder. 1988 presenterades den första herbicidresistenta GM-grödan som dock i likhet med den första GM-grödan inte var tänkt att nå marknaden utan enbart för att visa att tekniken fungerar. Året efter kom den första läkemedelsproducerande GM-grödan och 1994 lanserades Flavr Savr, den första genmanipulerade grödan som tilläts saluföras som mat. 1995 godkändes Bt-potatis och Bt-majs för odling i USA och året efter introducerades Roundup Ready Soybean. 2010 godkändes stärkelsepotatisen Amflora för provodling inom EU men beslutet drogs tillbaka 2013. 2012 publicerades en ny metod för riktad mutagenesis som möjliggör för in vivo-manipulation av gener.

## Olika typer av genmanipulering
GM-växter benämns olika beroende på vilken typ av förändring som har introducerats till dess genom.

### Transgenisk
En transgenisk växt är en växt som har fått gener från en annan art. Generna kan komma från en närbesläktad art eller från till exempel en bakterie. Ofta måste DNA-sekvensen i genen ändras något för att kunna fungera tillfredsställande i den mottagande växten. Denna process kallas kodonoptimering. Vidare så är det vanligt att de delar av genen som styr genens uttryck (promotorsekvens) kommer ifrån en tredje art. Transgeniska förändringar är i allmänhet svåra att uppnå med traditionella växtförädlingtekniker. Namnet kommer ifrån latinets transire som betyder att ”gå över” eller att passera en gräns.

### Cisgenisk
Cisgenisk innebär att man flyttar gener från samma art (alternativt en väldigt närbesläktad art) eller via olika tekniker påverkar genuttrycket hos en gen som redan finns i växtens genom. Till exempel kan det vara att man klipper ut en promotor från en gen för att istället ersätta den med en annan typ av mer aktiv promotor. Cisgeniska förändringar går i allmänhet också att uppnå via traditionella växtförädlingsmetoder även om det kan vara väldigt kostsamt och ta oerhört lång tid. Namnet kommer ifrån latinets prefix cis- som betyder att något är på samma sida, ej passerar en gräns.

### Subgenisk
Subgenisk innebär att inga gener tillförs eller förändras utan att gener helt tas bort ur genomet. Även subgeniska förändringar går att åstadkomma med traditionell växtförädling även om det är komplicerat.

## Metoder
Det finns idag många olika metoder för att stabilt förändra genomet hos en växt. Anledningen till att flera olika metoder utvecklats är dels på grund att vissa tekniker är skyddade av patent och därför inte lämpar sig vid genmodifiering av kommersiella produkter men även på grund av mer tekniska aspekter. Olika växter är olika svåra att genmanipulera och chansen att lyckas varierar kraftigt med olika tekniker.
Processen att överföra en gen till en växt kan förenklat beskrivas i tre steg; isolering och kloning, transformation av växten och sållning av lyckade transformationer. Transformation är namnet på själva överföringen av genen till den mottagande växten. Motsvarande begrepp vid genmanipulering av djur är transinfektion.

### Isolering och kloning av genen
Det finns många olika tekniker som används för att isolera och klona gener som kan vara av intresse för fortsatt användning. Tidigare var den vanligaste tekniken att genom klyvning av framrenat DNA från arten vars gener skulle isoleras med hjälp av restriktionsenzymer skapades en mängd olika långa DNA-fragment. Dessa DNA-fragment klonades sedan genom att klistras med hjälp av ligaser in i plasmidvektorer som överförs till bakterier, till exempel Escherichia coli, som kopierar plasmiden. De olika bakteriekolonierna kan sedan analyseras efter linjer som uppvisar den förväntade fenotypen för genen som är av intresse och processen kan sedan upprepas tills att genen är isolerad med så lite överflödigt DNA som möjligt.
I och med utvecklingen av moderna sekvenseringstekniker och den allmänna utvecklingen inom molekylärbiologi är det idag betydligt vanligare att istället använda redan kända sekvenser för genen som är av intresse och sedan använda PCR för att klona genen. Detta är inte enbart tids- och resurssparande utan möjliggör även större kontroll över vilka delar av genomet som används.

#### Syntetiska gener
Kostnadsreducering och utveckling av metoder inom oligonukleotidsyntes har på senare år gjort det möjligt att till låg kostnad och med hög kvalitet artificiellt producera gener utan att använda redan existerande DNA som mall.  I praktiken innebär detta i allmänhet att gener syntetiseras baserat på redan existerande DNA-sekvenser och anpassas samtidigt via till exempel kodonoptimering för att fungera felfritt i den mottagande växten vilket är ofta är nödvändigt med gener från avlägset besläktade organismer. Utvecklingen inom oligonukleotidsyntes och den ökade förståelsen av proteinstrukturer och genfunktioner öppnar även för möjligheten att skapa helt syntetiska gener med nya funktioner även om inga dylika konstruktioner ännu har använts i växter.

#### Övriga beståndsdelar
Utöver själva genen krävs också en promotor som styr genens uttryck i organismen, en terminator som terminerar transkriptionen och i regel även en markörgen som används för att identifiera lyckade transformationer. Genom att välja promotor kan genen styras till att till exempel enbart vara aktiv i rotknölar, bladvävnad eller enbart när tungmetaller finns närvarande. Markörgener har traditionellt har använts har ofta varit selektiva markörgener till exempel antibiotikaresistens, främst på grund av förmågan att enkelt och snabbt sålla transformanter genom odling på ett medium som innehåller antibiotikan. En annan typ av markörgener är sållningsbara markörgener (screenable marker genes) där celler som tagit upp genkonstruktionen kommer att se annorlunda ut, till exempel genom att uttrycka proteinet GFP.                

### Transformation av växten
Med transformation menas den process där det önskade DNA:t förs in i växtens cell och inkorporeras stabilt i cellens DNA. Detta kan ske på olika sätt och vilken metod som används är till stor del beroende på art, patent och tillgänglig utrustning.  Något förenklat kan dessa metoder delas in i två huvudgrupper, biologiska och mekaniska. Nedan presenteras ett urval av de idag mest använda metoderna.

### Mekaniska
Mekaniska metoder innebär att det önskade DNA:t som isolerats förs in i växtcellerna med hjälp av rent mekaniska metoder. Dessa metoder är de äldsta och används idag i regel enbart på växter som är svåra att transformera med biologiska metoder t.ex. enhjärtbladiga växter.

#### Genkanon

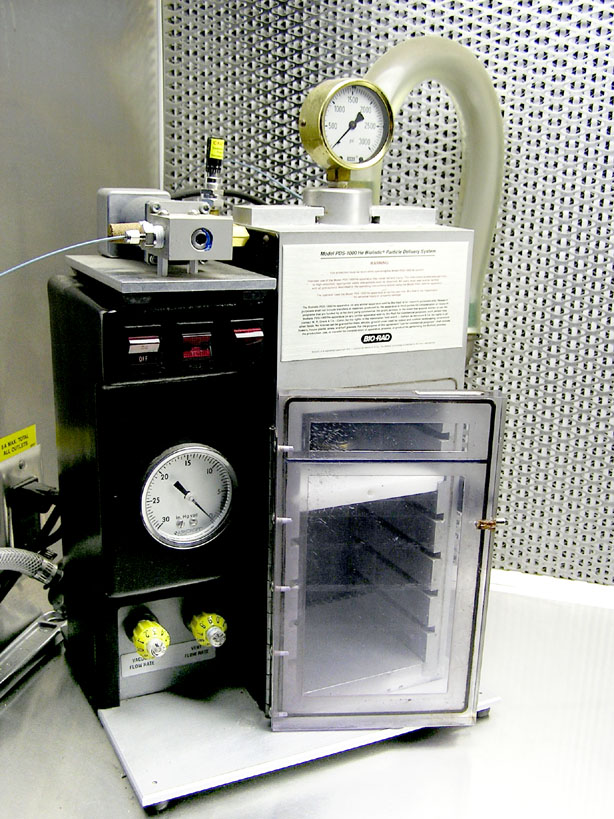
Ett exempel på en genkanon som nyttjar inert gas under högt tryck för att skjuta in metallpartiklar täckta av DNA i växtceller.

Ett av de äldsta fortfarande använda teknikerna beskrevs 1987 och innebär att använda en genkanon där DNA-fragmenten (cirkulär eller linjära) fästs på partiklar av tungmetaller (bäst resultat erhålles med partiklar i storleksordningen 0.7-1.0 μm) och skjuts in i växtvävnaden (ofta bladvävnad eller växtcellkulturer) med hjälp av trycksatt heliumgas (eller annan inert gas). Förr användes mest volfram men idag är guld eller silver vanliga då dessa är mindre giftiga för cellerna, även om de är dyrare än volfram. Resultatet blir i regel en ring av celler som är tillräckligt skadade för att få in en tungmetallkula men samtidigt inte så skadade att de dör.
Fördelarna med denna metod, som även kallas för den biolistiska metoden, är att den är enkel att använda och fungerar på många arter som är hyperkänsliga mot Agrobacterium-infektioner eller där denna metod inte fungerar lika bra av andra anledningar. Exempel på sådana växter är många enhjärtbladiga såsom vete och majs. En annan fördel är att genkonstrukten som krävs kan förneklas kraftig gentemot de som krävs för biologiska metoder.
Nackdelarna är att metoden är förhållandevist dyr och arbetskrävande metod. En annan nackdel är svårigheterna att minska antalet genfragment som sätts in i varje cell då multipla kopior v samma gen ofta orsakar problem såsom nedsläckning av genuttrycket

#### Mikroinjektion
Mikroinjektion innebär att DNA-fragmentet förs in i cellkärnan hos en växtcell med hjälp av en mycket tunn glaspipett. Metoden har främst använts för att genmodifiera djurceller men kan även användas till växter.  Metoden går till så att en protoplast från en växtart fixeras i agaros varpå en glasmikrokapillärpipett förs in i cellkärnan och genkonstruktet kan sedan sprutas in rakt in i cellkärnan. Nackdelarna med metoden är att den är mycket arbetskrävande och kräver dyr utrustning men möjliggör å andra sidan införandet av mycket stora DNA-fragment (till och med hela kromosomer) och har en mycket hög transformationfrekvens.

### Biologiska
Biologiska metoder syftar på metoder som använder sig av biologiska system för överföring av det önskade DNA-fragmentet. I regel är dessa baserade på bakterier eller virus som naturligt har förmågan att föra över delar av sitt DNA till en värdväxt och där klippa in valda gener i värdens genom. Den idag överlägset mest vanliga metoden är Agrobacterium-medierad transformation.

#### Agrobacterium-medierad transformation
Agrobacterium tumefaciens är en jordbakterie som infekterar en stor mängd tvåhjärtbladiga arter genom sår där den orsakar gallbildning. Gallbildningen uppstår av att bakterien infekterar värdcellen genom att med hjälp av en så kallad T-pili föra över en Ti-plasmid (tumour-inducing plasmid) som bär på gener som kodar för proteiner som klipper ut en sektion av plasmiden, kallad T-DNA ( ej att förväxla med tRNA) och klistrar in denna på en semi-slumpmässig plats i värdcellens genom I detta T-DNA finns gener som kodar för hormoner och särskilda aminosyror som Agrobacterium tumefaciens, men få andra bakterier, kan nyttja som kvävekälla. Genom att byta ut generna i regionen med T-DNA kan växtförädlare och forskare nyttja bakteriens naturliga infektionsmekanism för att föra in önskade gener.
Idag finns ett flertal ombyggda versioner av Ti-plasmider från olika Agrobacterium tumefaciens-stammar tillgängliga i laboratorium och hos kommersiella företag som är särskilt anpassade för transformation av växter där insättningen av önskade gener har förenklats genom till exempel införandet av specifika kloningssystemkompetenta sekvenser. Även införandet av hjälpar-plasmider (binära system) där generna för inkorporeringen av T-DNA:t och T-DNA:t återfinns på olika plasmider underlättar processen. Som ett svar på kritiken mot metoden att stora delar av T-DNA-plasmiden, och därmed den till växtens genom överförda DNA-sekvensen till stor del består av bakterie-DNA har nya T-DNA-plamsider framställts som består av DNA-sekvenser från växter (P-DNA)
Praktiskt går själva transformationen ofta till så att bladbitar från växten som skall transformeras doppas i en lösning med Agrobacterium tumefaciens som bär på den önskade plasmiden. En annan metod, som kallas knoppdoppningstransformation (floral dip transformation) skiljer sig genom att det istället är blomknoppar som doppas i bakterielösningen varpå vissa bakterier kommer att infektera äggcellerna i blommorna som sedan sätter frön.
Fördelarna med Agrobacterium-medierad transformation är att den är enkel, billig och ger hög frekvens av transformerade celler. Nackdelarna innefattar behovet av att förfina transformationsprotokollet för varje art vilket kan vara väldigt tidskrävande samt att kvarvarande Agrobacterium tumefaciens kan försvåra identifieringen av transformerade växter och även medföra risken att bakterien följer med ut i fältförsök vilket medför ökat arbete för att verifiera de transformerade växterna.

#### Virusbaserade transformationsmetoder
Många metoder där viruspartiklar används för att överföra DNA till växter har utvecklats men ingen har hittills lyckats med att skapa stabilt transformerade växter. Tillfälligt uttryck av gener är dock möjligt.

## Kritik mot GM-grödor
Ända sedan genteknik började appliceras inom växtförädlingen har GMC (Genetically modified crops) varit ett hett diskussionsområde och tekniken har fått ta emot stark kritik, med varierande vetenskaplighet, både från privatpersoner och organisationer. Men diskussionen är inte ny utan har sin grund i diskussioner kring vad som anses naturligt eller ej och vilka växtförädlingstekniker som skall anses vara godkända att använda i arbetet att få fram nya grödor. Ett exempel på detta är den text som publicerades i Svenska Dagbladet torsdagen den 14 oktober 1954:
Växtförädlare i Svalöv har skapat en ny kålrot genom korsning av kål och rova. Marg-poeten har en något uppsluppen föreställning om hur de duktiga vetenskapsmännens arbete går till.
Vi korsar kål och vi korsar rovor

från tidig morgon till sena kväll,

dymedelst ökande vid behov vår

sortering raskt med en ny modell.

Vi blandar päron med kantareller,

vi korsar rödbetor och spenat.

Vi blandar allting om ni beställer

vad ni vill hava till middagsmat.

Vill ni ha äpplen till jul, kantänka?

I så fall har vi en utmärkt plan

för hur vi detta er bäst ska skänka:

vi korsar Gravensteiner med gran.

Vi bollar lustigt med kromosomer

och undrar glatt vad det nu skall bli.

Vi är sjusärdeles agronomer,

vi korsar faktiskt det mesta, vi.
Generellt för kritiken mot GM-grödor är att den ofta fokuserar mot enskilda egenskaper som förädlats fram med hjälp av genteknik såsom herbicidtolerans och resistens och mer sällan mot tekniken i sig, även om den också förekommer,

### Herbicidtolerans
Ett vanligt förekommande argument mot GM-grödor är egenskaper som ger ökad herbicidtolerans (att grödan bättre överlever vissa besprutningsmedel som används att avdöda ogräs) även leder till ökad användning av dessa herbicider. Ökat herbicidbruk skall då kunna leda till snabbare resistensutveckling hos ogräsen och därmed påverka den biologiska mångfalden.

## Myter kring GM-grödor

### Bt-grödor och bin
I samband med diskussionerna kring bidöd (CCD, colony collaps disorder) har GMC, och särskilt så kallade Bt-grödor lyfts fram från motståndare till GMC som varande orsaken till bidöd. Bt-grödor är grödor som fått gener för cry-proteiner från olika stammar av Bacillus thuringiensis införda och på så sätt producerar proteinet själva. Proteinet verkar toxiskt mot specifika grupper av insekter och olika cry-proteiner verkar mot olika insektsgrupper med hög specificitet. Ett samlingsnamn för olika cry-proteiner med insekticid verkan är Bt-toxiner. Bt-toxiner används i renad form inom bland annat ekologisk odling.
En stor mängd vetenskapliga studier har studerat sambandet mellan bidöd och Bt-toxin och Bt-grödor utan att några samband har påträffats.

### GM-grödor och sterilitet hos råttor
En studie publicerad av Velimirov et al. 2008 visade att möss som utfodras med genmodifierad majs (NK603xMON810) fick minskade storlekar hos deras tredje och fjärde kullar väckte stor uppståndelse i såväl media som hos GMO-motståndare.
Studien granskades av bland annat av EFSA (European Food Safety Agency) och FFSA (French Food Safety Agency) som båda kom till samma slutsatser kring att studien var bemängd med flera, stora brister såsom räknefel, saknade data och slutsatser som gick tvärtemot de publicerade resultaten. Efter att författarna bakom studien vägrat lämna ut originaldata och heller inte kommit med någon förklaring eller rättelse drogs studien tillbaka av den ansvariga institutionen 2010.

### GM-grödor och självmord i Indien

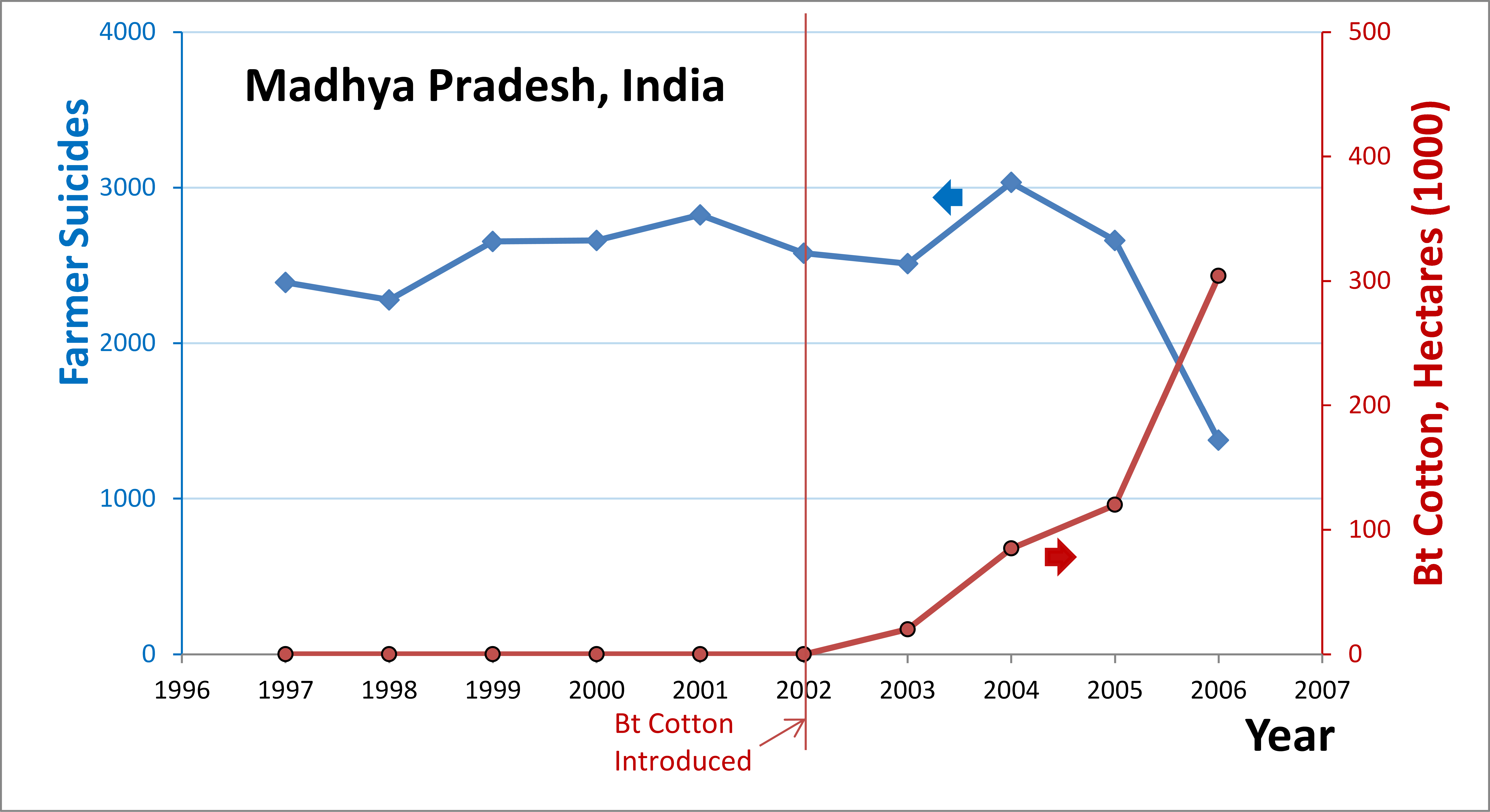
Självmordsantal bland bönder i Madhya Pradesh-regionen (blått) och antalet hektar där Bt-bomull odlas i samma region (rött) visar på avsaknaden mellan orsakssamband mellan bönders självmordsfrekvens och Bt-bomullens införande.

En myt som nått stor spridning inom vissa kretsar är att Bt-bomull orsakat en självmordsvåg bland Indiska bönder, en grupp som under lång tid varit drabbade av hög självmordsfrekvens med mellan 1,4 och 1,8 per 100 000 invånare under perioden 2001 till 2011. En av de mest framstående företrädarna för myten är Vandana Shiva, en miljöaktivist och GMO-motståndare som var en av de tidigaste att göra kopplingen mellan Bt-bomull och ökande självmord.Även om Vandana Shiva var tidig med att sprida myten är det oklart om hon var den första att göra så. Myten består i grunden av två påståenden. En del som påstår att självmorden hos indiska bomullsodlare har ökat kraftigt med start kring 2002 särskilt i de bomullsodlande centrala och södra regionerna. Den andra delen gör kopplingen mellan de ökade självmorden med införandet av Bt-grödor av bioteknikföretaget Monsanto. Den mest förekommande förklaringsmodellen går, något förenklad, ut på att den ökade prissättningen för Bt-bomullen tvingar, ofta redan hårt ekonomiskt ansatta bönder, att ta ut ännu högre lån för att ha råde med utsäde. Detta lån kommer ofta från privata långivare med ockerräntor och andra, för bönderna, ofördelaktiga avtalsedelar såsom tvång att sälja skörden under marknadspris till borgenären. Detta skapar ofta en negativ spiral av ökande lån och minskad möjlighet att ta sig ut den negativa ekonomiska situationen. En ofta refererad siffra kring antalet självmord som är en direkt konsekvens av Bt-bomullen är 250 000, men även denna siffra varierar från källa till källa
En studie genomförd 2008 av IFPRI (International Food Policy Research Institute) där tillgänglig data över bland annat antalet självmord och odlingen av Bt-bomull analyserades kom fram till att det inte finns någon tillgänglig statistik som visar på att antalet självmord ökat i regioner där Bt-bomull odlas. Snarare visar statistiken på att antalet självmord har minskat i samband med att Bt-bomullen blev mer vanlig att odla. Enstaka fall kundle kopplas till införandet av Bt-bomull men dessa utgör en stark minoritet till de fall som kopplas till socioekonomiska faktorer.
En uppföljningsstudie från samma organisation, IFPRI, från 2011 kom till liknande slutsatser som den tidigare studien och konstaterar vidare att införandet av Bt-bomull har varit mycket framgångsrikt i många delar.
Flera vetenskapliga forskningsartiklar och så kallade review-artiklar har kommit fram till samma slutsatser och ingen studie har kunnat framlägga data som visar på att självmorden bland bomullsodlare ökat sedan 2002